# Masanori Tanimoto
Masanori Tanimoto (谷本正憲, Tanimoto Masanori) est un homme politique japonais, né le 16 avril 1945 à Nishiwaki.
Il est au poste de gouverneur de la préfecture d'Ishikawa de 1994 à 2022.